# Mistrzostwa Polski Par Klubowych na Żużlu 2000
Mistrzostwa Polski Par Klubowych na Żużlu 2000 – zawody żużlowe, mające na celu wyłonienie medalistów mistrzostw Polski par klubowych w sezonie 2000. Rozegrano trzy turnieje eliminacyjne oraz finał, w którym zwyciężyli zawodnicy Polonii Bydgoszcz.

## Finał
- Wrocław, 8 września 2000
- Sędzia: Marek Chyła

| Miejsce | Kluby                              | Suma | Zawodnicy                                           | Punkty                                           |
| ------- | ---------------------------------- | ---- | --------------------------------------------------- | ------------------------------------------------ |
| złoto   | Polonia Bydgoszcz                  | 29   | Tomasz Gollob Piotr Protasiewicz Michał Robacki     | 18 (3,3,3,3,3,3) 11 (2,2,2,2,2,1) ns             |
| srebro  | Lotos Wybrzeże Gdańsk              | 23   | Sebastian Ułamek Krzysztof Cegielski Adam Fajfer    | 17 (3,3,3,3,3,2) 6 (2,0,2,1,1,0) ns              |
| brąz    | Radson Malma Włókniarz Częstochowa | 19   | Sławomir Drabik Mariusz Staszewski Tomasz Jędrzejak | 12 (3,2,1,1,2,3) 7 (0,3,0,3,0,1) ns              |
| 4       | Apator Netia Toruń                 | 18   | Wiesław Jaguś Mirosław Kowalik Robert Kościecha     | 13 (3,1,3,1,3,2) 0 (0,–,–,–,–,–) 5 (–,2,2,0,1,0) |
| 5       | Kker Stal Rzeszów                  | 16   | Maciej Kuciapa Grzegorz Rempała Tomasz Rempała      | 5 (1,1,2,1,w,d) 11 (2,2,3,d,3,1) ns              |
| 6       | ŁTŻ Inter Commerce Łódź            | 11   | Marek Hućko Jarosław Łukaszewski Robert Kużdżał     | 1 (0,1,0,–,0,–) 8 (1,0,–,2,2,3) 2 (–,–,1,0,–,1)  |
| 7       | Kuntersztyn Quick-Mix Grudziądz    | 10   | Robert Dados Piotr Markuszewski Tomasz Piszcz       | 2 (d,1,1,0,–,0) 4 (1,0,–,2,1,–) 4 (–,–,0,–,2,2)  |